# Петко Бояджиев
Петко Тодоров Бояджиев, известен с прякора си Кундурджията, е български обущар и революционер, участник в Априлското въстание.

## Биография
Роден е през 1840 г. В 1874 г. се преселва в Копривщица, където се занимава с кундурджийство. Открива обущарски дюкян в близост до Калъчевия мост. Член е на революционния комитет, основан от Васил Левски, и на възстановения комитет от Георги Бенковски в Копривщица. Помощник и заместник е на Тодор Каблешков. Неговата задача е разпределяне и получаване на комитетската поща, вестници, тайни писма и брошури. Контролира закупуването на оръжие и барут. Участва в състава на Военния съвет в Копривщица. При идването си в Копривщица в началото на февруари 1876 г. Панайот Волов осъществява връзка първо с него.
След разгрома на Априлското въстание се укрива самостоятелно. На 26 април 1876 г. отива при свой приятел, който го зазижда в пристройка към къщата. На 1 май 1876 г. се премества в изоставена къща, правейки скривалище. По-късно напуска Копривщица в посока към Буная, като по пътя среща други бегълци, но впоследствие остава сам. След Освобождението отново се занимава с обущарство и описва спомените си. Умира през 1901 г.